# Sempronius Proculus
Sempronius Proculus (1. század) római jogász
Tiberius korában élt, róla nevezték el a proculianusok iskoláját. Sok jogi szakmunkát írt, ezek közül soknak a kivonata a pandectákban maradt fenn.